# شریف اکرامی
شریف اکرامی (عربی: شريف إكرامي؛ زاده ۱ ژوئیهٔ ۱۹۸۳) یک بازیکن فوتبال اهل مصر است.
وی همچنین در تیم ملی فوتبال مصر بازی کرده‌است.